# Balkan Cup 1946
De Balkan Cup 1946 was de 8e editie van dit voetbaltoernooi. Het toernooi werd gespeeld tussen 7 en 13 oktober 1946. Er waren vier deelnemers. Albanië werd kampioen.

## Eindstand
| Team        | Gsp | W | G | V | DV | DT | DS | Ptn |
| ----------- | --- | - | - | - | -- | -- | -- | --- |
| Albanië     | 3   | 2 | 0 | 1 | 6  | 4  | +2 | 4   |
| Joegoslavië | 3   | 2 | 0 | 1 | 6  | 5  | +1 | 4   |
| Roemenië    | 3   | 1 | 1 | 1 | 4  | 4  | 0  | 3   |
| Bulgarije   | 3   | 0 | 1 | 2 | 4  | 7  | –3 | 1   |

## Wedstrijden
|                                                     |                                |       |                                                          |                                                                                    |
| 7 oktober 1946 «onderlinge duels» 15:00 uur (UTC+1) | Albanië                        | 2 – 3 | Joegoslavië                                              | Qemal Stafastadion, Tirana Toeschouwers: 20.000 Scheidsrechter: Radu Istrate (ROU) |
| 7 oktober 1946 «onderlinge duels» 15:00 uur (UTC+1) | Pal Mirashi 6' Qamil Teliti 8' |       | 49' Frane Matošić 52' Stjepan Bobek 57' Zlatko Čajkovski | Qemal Stafastadion, Tirana Toeschouwers: 20.000 Scheidsrechter: Radu Istrate (ROU) |

|                                                     |                                         |       |                                    |                                                                                        |
| 8 oktober 1946 «onderlinge duels» 15:00 uur (UTC+1) | Bulgarije                               | 2 – 2 | Roemenië                           | Qemal Stafastadion, Tirana Toeschouwers: 20.000 Scheidsrechter: Marijan Matančić (YUG) |
| 8 oktober 1946 «onderlinge duels» 15:00 uur (UTC+1) | Sandu Negrescu 6' (e.d.) Krum Milev 22' |       | 47' Nicolae Reuter 52' Mátyás Tóth | Qemal Stafastadion, Tirana Toeschouwers: 20.000 Scheidsrechter: Marijan Matančić (YUG) |

|                                                     |                                             |       |                |                                                                                    |
| 9 oktober 1946 «onderlinge duels» 15:00 uur (UTC+1) | Albanië                                     | 3 – 1 | Bulgarije      | Qemal Stafastadion, Tirana Toeschouwers: 20.000 Scheidsrechter: Radu Istrate (ROU) |
| 9 oktober 1946 «onderlinge duels» 15:00 uur (UTC+1) | Loro Boriçi 30', 65' (pen.) Pal Mirashi 68' |       | 5' asil Spasov | Qemal Stafastadion, Tirana Toeschouwers: 20.000 Scheidsrechter: Radu Istrate (ROU) |

|                                                      |                                     |       |                      |                                                                                       |
| 11 oktober 1946 «onderlinge duels» 15:00 uur (UTC+1) | Roemenië                            | 2 – 1 | Joegoslavië          | Qemal Stafastadion, Tirana Toeschouwers: 25.000 Scheidsrechter: Andrey Zlatarev (BUL) |
| 11 oktober 1946 «onderlinge duels» 15:00 uur (UTC+1) | Nicolae Reuter 18' Iosif Fabian 24' |       | 42' Kiril Simonovski | Qemal Stafastadion, Tirana Toeschouwers: 25.000 Scheidsrechter: Andrey Zlatarev (BUL) |

|                                                      |                   |       |                         |                                                                                      |
| 12 oktober 1946 «onderlinge duels» 15:00 uur (UTC+1) | Bulgarije         | 1 – 2 | Joegoslavië             | Qemal Stafastadion, Tirana Toeschouwers: 25.000 Scheidsrechter: Qazim Dervishi (ALB) |
| 12 oktober 1946 «onderlinge duels» 15:00 uur (UTC+1) | Bozhin Laskov 88' |       | 35', 70' Božidar Sandić | Qemal Stafastadion, Tirana Toeschouwers: 25.000 Scheidsrechter: Qazim Dervishi (ALB) |

|                                                      |                  |       |          |                                                                                        |
| 13 oktober 1946 «onderlinge duels» 15:00 uur (UTC+1) | Albanië          | 1 – 0 | Roemenië | Qemal Stafastadion, Tirana Toeschouwers: 20.000 Scheidsrechter: Marijan Matančić (YUG) |
| 13 oktober 1946 «onderlinge duels» 15:00 uur (UTC+1) | Qamil Teliti 55' |       |          | Qemal Stafastadion, Tirana Toeschouwers: 20.000 Scheidsrechter: Marijan Matančić (YUG) |